# Michail Jurjewitsch Schechtman

Michail Schechtman, 2022

Michail Jurjewitsch Schechtman, auch Michail Shekhtman; russisch Михаил Юрьевич Шехтман  (* 25. Februar 1989 in Moskau) ist ein russischer Pianist und Dirigent.

## Werdegang
Schechtman wurde in Moskau als Kind von Biophysikern geboren. Schechtmans Vater war Doktor der Naturwissenschaften und arbeitete als Professor an der Staatlichen Universität Moskau. Schechtmans Großvater, Awram Moiseewich Schechtman, der über eine angenehme Tenorstimme verfügte, sang als Liebhaber der klassischen Musik oft für seinen Enkel und förderte somit sein frühes musikalisches Interesse. Michail Schechtmans ältere Schwester Jekaterina Antonenko ist künstlerische Leiterin des Vokalensembles Intrada.
Schechtman begann im Alter von drei Jahren Klavier zu spielen und nahm bereits 4 Jahre später an seinem ersten Konzert teil. Von Kindesalter an wurde er von Elena Alexandrowa unterrichtet, einer Schülerin von Lev Wlasenko. In den Jahren 2004 bis 2008 erhielt er an der Musikhochschule des Moskauer Konservatoriums Unterricht von der Pianistin Vera Khoroshina, einer Schülerin von Heinrich Neuhaus. Er setzte sein Studium am Moskauer Staatlichen Tschaikowsky-Konservatorium bei Pavel Nersessian fort und wurde zudem zu einem der letzten Schüler des Pianisten und Konzertmeisters Wascha Tschatschawa. 2013 schloss er sein Studium am Konservatorium ab.
Sein Debüt als Dirigent gab er im Februar des Jahres 2018 in Seoul auf der Bühne der Lotte Concert Hall mit dem Philharmonischen Orchester Seoul. Schechtmans musikalisches Wirken lässt sich den Gattungen Symphonie, Oper und Kammermusik zuordnen und er arbeitet mit in- und ausländischen Ensembles zusammen, unter anderem dem akademischen Sinfonieorchester der St. Petersburger Philharmonie, dem Russischen Nationalorchester, dem Mariinski-Theaterorchester und dem Swetlanow-Staatlichem-Akademischem-Sinfonieorchester Russlands, dem Gewandhausorchester Leipzig, dem Luzerner Sinfonieorchester, dem Spanischen Nationalorchester, dem Philharmonischen Orchester Seoul sowie mit den Orchestern Armonia Atenea und Concerto Köln. Zu Schechtmans Gastdirigaten gehören auch Auftritte mit dem Russischen Nationalen Jugendsinfonieorchester sowie ein Debüt beim Verbier Festival.
Schechtman gastiert in der Berliner Philharmonie, im Théâtre des Champs-Élysées, in der Tonhalle Zürich, im Kongresszentrum Luzern, im Melbourne Resource Center, in der Benaroya Hall in Seattle, in der Lotte Seoul Concert Hall, in der Hamburger Laeiszhalle, im Wiener Konzerthaus, im Großen Saal des Moskauer Konservatoriums und im Großen Saal der St. Petersburger Philharmonie. Zudem nahm er an diversen Festivals für klassische Musik teil, unter anderem an den Luzerner Osterspielen, dem Yehudi Menuhin Festival in Gstaad, dem Kissinger Sommer in Bad Kissingen, an dem Festival „Sterne der Weißen Nächte“ in Sankt Petersburg und an den Dezemberabenden von Svyatoslav Richter. Ferner trat Schechtman als Solist unter der Leitung von Herbert Blomstedt, James Gaffigan und Santtu-Matias Rouvali auf. Als Assistenzdirigent arbeitete er mit Daniel Harding, Daniele Gatti und Sir Antonio Pappano zusammen.
Schechtman arbeitete auch mit internationalen Opern-Solisten, darunter Anna Netrebko, Aida Garifullina, Ildar Abdrazakov, Olga Peretyatko, Jonathan Tetelman und Maria Guleghina, zusammen.
Aufzeichnungen der Konzerte Schechtmans werden von Musiksendern wie Medici.tv, dem ZDF, dem Fernsehsender Culture, dem Radiosender BBC Radio 3, France Musique und dem Bayerischen Rundfunk ausgestrahlt. Einen besonderen Stellenwert in seinem Schaffen nehmen die Werke von Johann Sebastian Bach, Mozart, Beethoven und Schubert ein. Schechtman tritt oft im ersten Teil eines Konzerts als Pianist und im zweiten als Dirigent auf. 

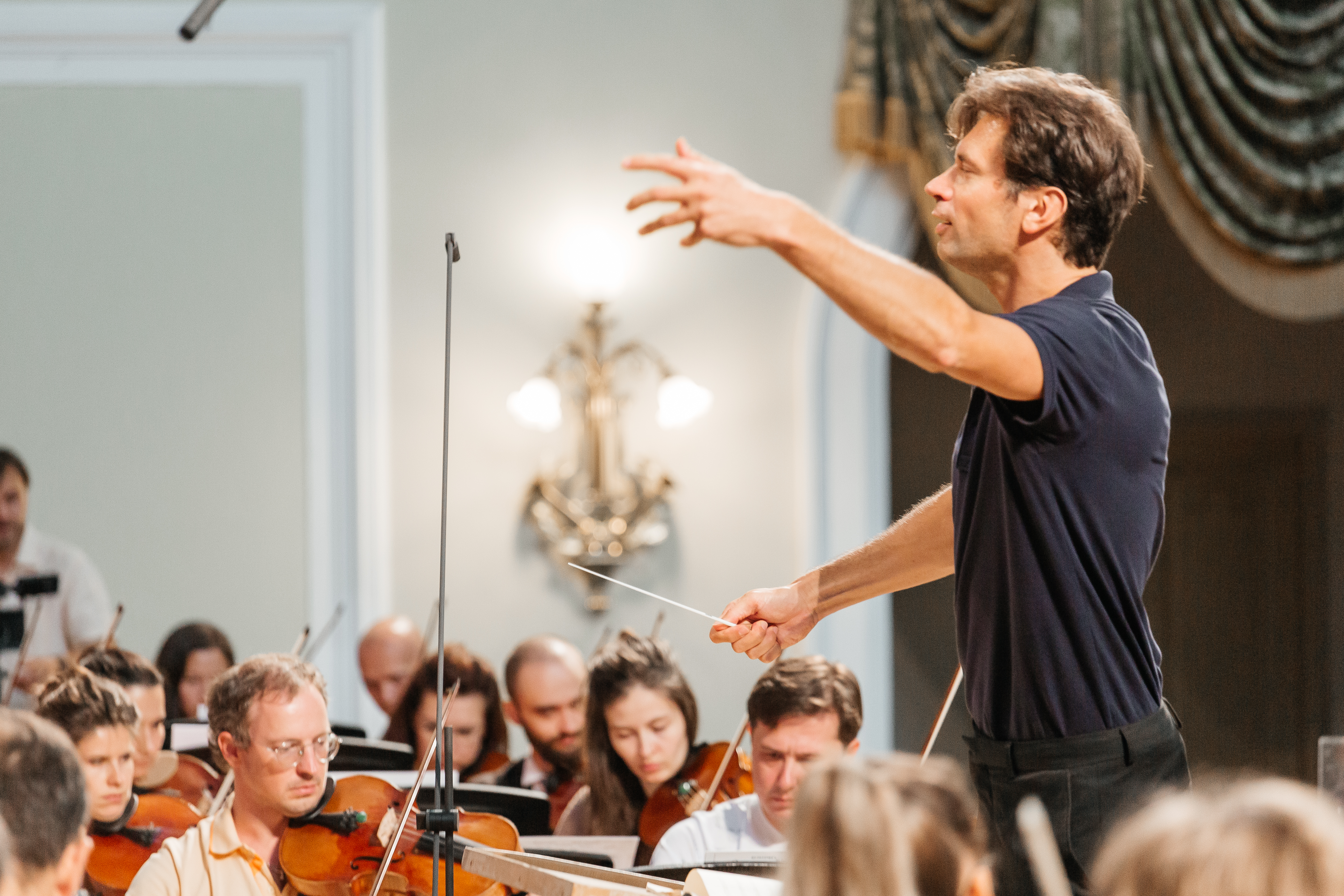
Michail Schechtman bei der Probe mit dem Festivalorchester

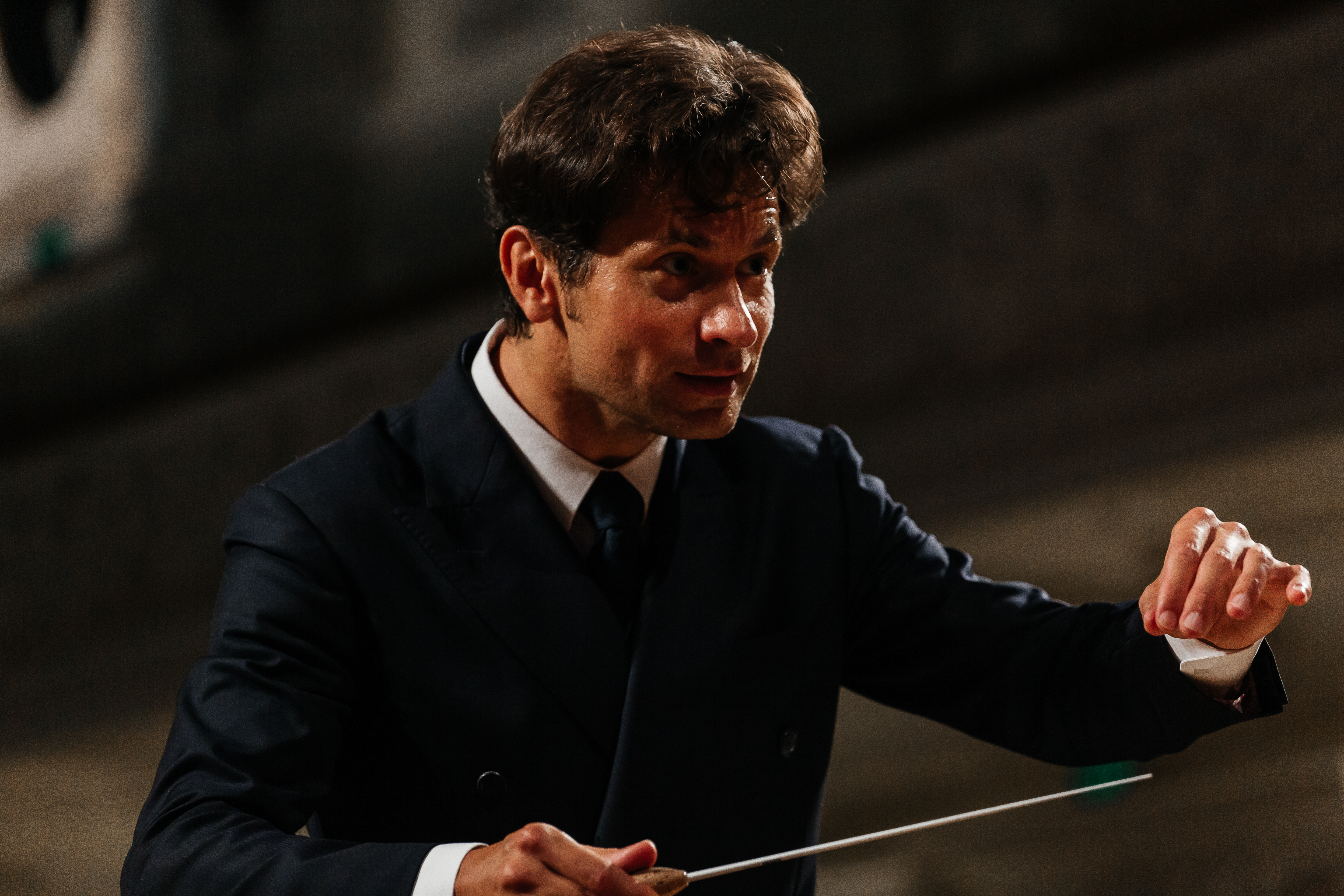
Schechtman dirigiert

Das Musikportal Belcanto.ru beschrieb die kreative Art Schechtmans bei einem Auftritt im großen Saal des Konservatoriums in Moskau folgendermaßen: „Der junge Maestro fand leicht eine gemeinsame Sprache mit dem Kammerorchester, was sich mit Blick auf die musikalischen Interpretationen des klassischen Repertoires in der Genauigkeit von Akzenten und Nuancen, in der Weichheit des Klangs und der ausgewogenen Balance der Orchesterstruktur ausdrückte.“
Seit April 2019 hat er den Nachnamen Schechtman.

## Aufnahmen
Schechtman machte seine erste professionelle Aufnahme auf Decca. Er leitete das Ensemble Concerto Köln bei Julia Lezhnevas Welt-Ersteinspielung der Graun-Opern-Arien auf Decca (2017). Die CD wurde vorgestellt als „CD des Monats“ des Bayerischen Rundfunks.
Das Konzertrepertoire Schechtman reicht von Scarlatti und Couperin bis Prokofjew und Schostakowitsch, mit einem Fokus auf den Werken von J. S. Bach, W. A. Mozart, Ludwig van Beethoven und Schubert.

## Website
- http://shekhtmanofficial.com